# 黄坤明
黄坤明（1956年11月15日—），福建上杭人，中国共产黨、中华人民共和国政治人物，副国级领导人。福建师范大学政教系毕业，拥有清华大学公共管理学专业管理学博士学位，1974年12月參加工作，1976年10月加入中国共产党，曾任中共浙江省委常委、省委宣传部部长、中共杭州市委书记，中共中央书记处书记，中共中央宣传部副部长、部长，中央精神文明建设指导委员会副主任等职务。现任中共中央政治局委员、中共广东省委书记。
黄坤明是中国共产党第十八届中央候补委员，第十九届、第二十届中央委员及中央政治局委员，第十九届中央书记处书记，其被广泛认为是閩江新軍的主要成員，是習近平的重要親信之一。

## 个人经历

### 早年经历
生于福建省上杭县通贤乡，1974年12月，18岁的黄坤明进入中国人民解放军服役，任陆军32866部队84分队战士、副班长。1977年兵役结束后，回到家乡务农，在上杭县通贤公社任大队文书。1978年考入福建师范大学政教系学习。

### 福建省
1982年从福建师范大学政教系毕业后，被分配到中共福建省龙岩地委组织部工作，成为地方党务干部。此后，黄坤明长期在家乡龙岩任职，1985年任龙岩地委组织部青干科副科长，1990年任龙岩地区行署办公室副主任，副秘书长、兼行署办公室主任。1993年任永定县委书记、地委委员等职务。1997年，国务院批准设立龙岩市，黄坤明出任市委常委:905-906，並继续兼任永定县委书记。1998年2月，当选龙岩市人民政府市长，同时兼任中共龙岩市委副书记:906。

### 浙江省
1999年8月，黄坤明被交流到邻省浙江，任湖州市委副书记、代市长。2000年1月当选湖州市人民政府市长，2003年2月任中共嘉兴市委书记、市人大常委会主任。
2007年6月，51岁的黄坤明任中共浙江省委常委、兼省委宣传部部长，晋升副部级。2005年到2008年，在清华大学公共管理专业学习，获得管理学博士学位。2010年1月，任中共杭州市委书记。2012年11月，在中共十八大上，黄坤明当选中央候补委员。

### 中央宣传部
2013年10月，黄坤明离开杭州，调任中共中央宣传部副部长。2014年12月，任中央宣传部常务副部长，晋升正部级，成为时任中共中央宣传部部长刘奇葆的副手。
2017年10月25日，61岁的黄坤明在中共十九届一中全会上当选中共中央政治局委员与中共中央书记处书记，成为党和国家领导人，并兼任中共中央宣传部部长、中央精神文明建设指导委员会副主任。2018年2月24日，当选为第十三届全国人大代表。
2018年10月，黃坤明接待香港傳媒訪京團時，曾發表「要求港媒勿成為干擾內地政治基地」的言論，其後要求各傳媒刪去前述字句。

### 广东省
2022年10月23日，66岁在中共二十届一中全会上再次当选中央政治局委员，但未留任中央书记处书记。随后在10月27日，李书磊接替黄坤明出任中共中央宣传部部长。
2022年10月28日，接替当选中共中央政治局常委的李希出任中共广东省委委员、常委、书记。

## 与习近平关系
1982年到1999年，黄坤明曾经在家乡福建龙岩工作长达17年，官至龙岩市市长。在这段时间内，习近平也曾经在福建工作。而后在1999年，黄坤明与三明市市长蔡奇一起被调往浙江省任职，习近平也在2002年11月任中共浙江省委书记。期间，黄坤明先后主政湖州、嘉兴两座城市。
在2007年习近平调任中共上海市委书记后不久，黄坤明升任浙江省委常委、宣传部部长。2013年10月，习近平出任中共中央总书记不满一年，就把黄坤明上调中共中央宣传部任职，为四年后接任部长作铺垫。因为黄坤明长期在福建、浙江与习近平有共事经历，是习近平派系闽江新军的主要成員，是習的重要親信之一。
2022年，黄坤明新任广东省委书记，《南华早报》原主编王向偉撰文称黄坤明曾向习近平反映尽快结束清零政策的紧迫性，从而间接推动了清零政策的终结。

## 家族
父亲：黄德彪，1917年生，早年参加中国工农红军，自20世纪50年代起在福建龙岩长期担任地委副书记。
妻子：邱萍，福建龙岩上杭人。原共青团福建龙岩市委书记、共青团福建省委副书记。2005年任浙江烟草专卖局（公司）党组成员、纪检组长、副局长。2010年10月12日，任浙江省烟草专卖局（公司）党组书记。